# Gomphocarpus fruticosus
A gomphocarpus fruticosus é uma espécie de planta com flor pertencente à família Asclepiadaceae. 
Pertence ao tipo biológico dos fanerófitos e ao tipo fisionómico dos caméfitos.
É a planta hospedeira da famosa borboleta-monarca.

## Nomes comuns
Também dá pelos seguintes nomes comuns: algodoeiro-falso; sedas; sumaúma-bastarda  (não confundir com a Araujia sericifera, que com ela partilha este nome).

## Taxonomia
A autoridade científica da espécie é (L.) W.T.Aiton, tendo sido publicada em Hortus Kewensis; or, a Catalogue of the Plants Cultivated in the Royal Botanic Garden at Kew. London (2nd ed.) 2: 80. 1811.

## Portugal
Trata-se de uma espécie presente no território português, nomeadamente em Portugal Continental, no Arquipélago dos Açores e no Arquipélago da Madeira.
Mais concretamente, em Portugal Continental, é observável nas zonas do Noroeste ocidental, bem como em todas as zonas do Centro-Oeste, salvo o Centro-Oeste calcário e ainda no Centro-sul plistocénico, no Sudeste meridional, no Sudoeste meridional e em todas as zonas algarvias.
Em termos de naturalidade é introduzida nas três regiões atrás referidas, pelo que está assilvestrada ou em cultivo.

## Protecção
Não se encontra protegida por legislação portuguesa ou da Comunidade Europeia.

## Ecologia
Trata-se duma espécie ripícola e ruderal, que privilegia ermos sáfaros, margens de estradas, courelas agricultadas e orlas de cursos de água e aquíferos.